# Денгизик
Денгизик (также Денигизих, Диккиз, Дензик; греч. Δεγγιζίχ; погиб в 468 или 469) — один из предводителей гуннов, сын Аттилы.

## Биография
После смерти отца и разгрома гуннов в битве при Недао, в которой погиб его старший брат Эллак, Денгизик отвёл своих сторонников в Дакию. Иордан упоминает сына Аттилы Динтцика, который объединил племена Vitzinzures, Angisciros (ангискиров), Bittugures (биттугуров), Bardores (бардоров) и сразился с готами в Паннонии. Он попытался в 468 или 469 году напасть на византийские владения во Фракии, но погиб в бою. Согласно хронике Марцеллина Комита, «голова Денгизириха, сына Аттилы, короля гуннов, была доставлена в Константинополь».